# Western Digital
Western Digital Corporation (NYSE: WDC) (abreviado WD) es un fabricante mundial de discos duros, de circuitos integrados y de productos de almacenamiento. Fue fundada el 23 de abril de 1970 como General Digital, inicialmente fabricaba semiconductores para equipos de prueba MOS. Se convirtió en fabricante de semiconductores, con un capital inicial aportado por inversores individuales y por el gigante industrial Emerson Electric. En julio de 1971 adopta el nombre actual, y se muda a Newport Beach, California, introduciendo su primer producto WD1402A UART.

## Historia

### Los 1970
En los años 70, WDC hizo dinero vendiendo chips para calculadoras; antes de 1975, eran el fabricante independiente de chips para calculadora más grande del mundo.
La crisis del petróleo de mediados de los años setenta y la bancarrota de su cliente más grande de chips para calculadoras, Bowmar Instrument, cambiaron su fortuna. En 1976, es declarada en bancarrota (capítulo 11), posteriormente Emerson retira su ayuda, y WDC es su propia dueña.
WDC crea distintos productos durante este tiempo, incluido el MCP-1600 chip múltiple, microcódigo de CPU (usado para otros equipos, e implementado en el sistema DEC's LSI-11 y su propio microcomputador Pascal MicroEngine el cual corre con UCSD p-System Versión III y UCSD Pascal), y para la controladora de disquetera WD1771.

### Los 1980
El WD1771, y sus desarrollos fueron el primer ingreso de WDC en la industria del almacenamiento; a comienzos de los 80, fabricando controladores de discos duros, y en 1983, ganando el contrato para proveer a IBM con los controladores para la PC/AT. Este controlador, el WD1003, se convirtió en la base para la interfaz ATA (la cual fue desarrollada con Compaq y la división MPI de Control Data, actualmente propiedad de Seagate) en 1986.
A mediados de finales de los 80, WDC también contaba con productos como: tarjetas gráficas (a través de su subsidiaria Paradise comprada en 1986), chipsets core logic (comprada a Faraday Electronics Inc. en 1987), y redes (WD8003, WD8013 Ethernet y WD8003S StarLAN). Las cosas iban bien (especialmente con Paradise, la cual fabricó una de las mejores tarjetas VGA de dicha era), pero en lo relativo a chips de almacenamiento y controladores de disco era lo que producía los mayores ingresos de dinero.
En 1986, se introduce el chip WD33C93 con interfaz SCSI, el cual fue usado por el primer bus maestro de la controladora SCSI de 16 bits, el WD7000 "FASST"; en 1987 se introduce el WD37C65, la implementación de un chip para controladora de circuitos de disqueteras para PC/AT, y el abuelo del moderno super chip I/O; en 1988 se introduce el WD42C22 "Vanilla", el primer chip para controladora de disco duro ATA.
1988 trae el que sería el cambio más grande de la historia de WDC. Ese año, WDC compra los activos de la producción de discos duros del fabricante Tandon Corporation de hardware de PC; los primeros productos de esa unión bajo su propio nombre es la serie "Centaur" ATA y el accesorio de drive XT.

### Los 1990
Por 1991, las cosas comenzaron muy lentas, hasta que la industria del PC mudó de los discos ST-506 y ESDI a ATA y SCSI, determinando la disminución de la compra de placas de controladores para discos duros. Ese año determinó el crecimiento de los drives Caviar de WDC, los nuevos diseños de la marca, usaban lo último en servo embebido y sistemas de diagnóstico computarizado.
La buena venta de los discos Caviar, determinó que WDC dispusiera de sus otras divisiones. Paradise (actualmente desaparecida) fue vendida a Philips, sus divisiones de redes y controladoras de disqueteras fueron a manos de SMC Networks, y su negocio de chip SCSI fue a manos del líder del mercado Adaptec.

Alrededor de 1995, la tecnología líder de los discos Caviar, fue eclipsada por nuevos oferentes de otras compañías, especialmente de Quantum Corp., lo que determinó que WDC cayera en una depresión.
Los productos y las ideas en ese tiempo no fueron muy lejos; el disco Portfolio (un modelo 3 pulgadas, desarrollado conjuntamente con JT Storage) fue un fracaso, al igual que el disco duro de SDX a la interfaz del CD-ROM. WDC comenzó a dedicarse a competir con otros productos de otros fabricantes, determinando que la calidad de los discos decayera, y que los entusiastas de la marca se pasaran a recomendar a la competencia Maxtor, cuyos productos habían mejorado mucho a finales de los 90.
Con el fin de cambiar la suerte, en 1998, solicita la ayuda de IBM. Este acuerdo le dio el derecho de utilizar ciertas tecnologías de IBM, incluyendo las cabezas magnetoresistentes gigantes (GMR), accediendo a las instalaciones de producción de IBM. El resultado era la línea experta de discos, introducida a principios de 1999. La idea funcionó, y WDC recuperó mucho respeto en la prensa y entre los usuarios, a pesar del desafío en el llamado mal del 2000 (que era debido al mal chip del motor del disco). WDC tiene desde entonces los lazos rotos con IBM.
La última tarjeta de video de WD fue la Pipeline 64, una tarjeta aceleradora de gráficos (WD9710 Rocketchip) y Tasmania 3D PCI 3D aceleradora de vídeo (basada en la Yamaha YGV612 Rendering Polygon Accelerator). En 1996 la subsidiaria Paradise Graphics fue vendida a Philips Semiconductors la cual restableció el nombre Paradise.

### Los 2000
WDC fue el primer fabricante que ofreció 8 MiB de bufer de caché en los discos duros ATA, mientras que la mayoría de los discos duros de los desktop tenían 2 MiB de buffer.
WDC etiquetó los modelos de 8 MiB como "Edición Especial" (Special Edition) y distinguida con el código JB (los modelos de 2 MB tenían el código BB).
El primer disco de 8 MB de caché era de 100 GB WD1000JB y los modelos siguientes era de capacidades desde 40 GB hasta 250 GB y más. WDC advertía que los modelos JB eran buena elección costo efectividad para los servidores de archivos.
En 2003, adquiere la mayoría de los activos Read-Rite Corporation, el líder en ese tiempo del desarrollo de cabezas magnéticas de lectura/escritura, debido a la bancarrota del mismo.
Ese mismo año ofrece el primer disco duro Serial ATA (SATA) de 10 000 rpm: el WD360GD "Raptor", con capacidad de 36 GB, y un acceso de tiempo promedio de 6 milisegundos.
Seguidamente el WD740GD de 74 GB, y en el 2005 actualiza a una versión de 150 GB, el WD1500. Por el 2004 los discos "Raptor" tenían 5 años de garantía, lo que hacía más atractiva la selección para servidores de almacenamiento "barato", donde existe alta probabilidad de fallos del mismo. Un ejemplo claro es la SAN CLARiiON, donde se utilizan grandes cantidades de discos, y en caso de falla se sustituyen ya que son hot plug, sin pérdida de datos.
En el 2006, introduce "MyBook" una línea de discos externos. El 7 de octubre del 2007, lanza varias versiones de un disco de 1 TB que era el más grande en la línea "MyBook" y ahora hay disponibles versiones de 2 y 3 TB.
En julio del 2006 adopta la tecnología de grabación perpendicular (PMR del inglés Perpendicular Magnetic Recording), para los discos de notebook y sobremesa. Esto permitió producir una variedad de discos con esta tecnología.
También comenzó a producir discos de administración de energía en forma eficiente GP (del inglés Green Power), los cuales consumen muy poca energía y disipación de calor.

### Los 2010
En marzo de 2012 compra la división de almacenamiento de Hitachi, HGST por 4300 millones de dólares, convirtiéndose así en el mayor fabricante de discos duros del mundo, por encima de Seagate.
En octubre de 2015 anuncia la compra de SanDisk por 19 900 millones de dólares.

## Innovaciones
Western Digital es responsable de un sinnúmero de innovaciones, incluidas:
- c.1971 – WD1402A, el primer chip UART simple.
- c.1976 – WD1771, el primer chip de control de disquetera.
- 1981 – WD1010, el primer chip simple controlador del ST.
- 1983 – WD1003 controlador de disco duro, predecesor del ATA.
- 1986 – Co-desarrollador del ATA con Compaq y Control Data.
- 1986 – WD33C93, uno de los primeros chip de interfaz SCSI.
- 1987 – WD7000, primer controlador SCSI para bus-mastering ISA.
- 1987 – WD37C65, primer chip simple controlador de la diskettera compatible PC/AT.
- 1988 – WD42C22, primer chip simple de la controladora de discos duros ATA.
- 1990 – Introducción de los drives Caviar.
- 2001 – El primer drive IDE con 8 MiB de buffer.
- 2003 – El primer drive SATA a 10 000 rpm.
- 2007 – Primer fabricante de drives para portátiles de 250 y 320 GB, tercer fabricante de drives en romper la marca de los 750 GB para sobremesa, segundo fabricante de discos duros de 1 TB.

## Productos 2008
| Modelos        | Tipo | Velocidad/rpm | Capacidad/GB | Uso                    |
| WD Raptor      | SATA | 10 000        | 36 – 150     | Empresarial            |
| WD RE2-GP      | SATA | IntelliPower* | 500 – 1000   |                        |
| WD RE2         | SATA | 7200          | 160-750      |                        |
| WD Raptor X    | SATA | 10 000        | 150          | Para Escritorio        |
| WD Caviar SE16 | SATA | 7200          | 250 – 750    |                        |
|                | EIDE | 7200          | 400-500      |                        |
| WD Caviar GP   | SATA | IntelliPower* | 500 – 1000   |                        |
| WD Caviar SE   | SATA | 7200          | 40 – 500     |                        |
|                | EIDE | 7200          | 40 – 505     |                        |
| WD Caviar      | SATA | 7200          | 40 – 160     |                        |
|                | EIDE | 7200          | 40 – 250     |                        |
| WD Scorpio     | SATA | 5400          | 40 – 320     |                        |
|                | EIDE | 5400          | 40 – 250     |                        |
| WD AV          | SATA |               | 80 – 500     | Electrónica de consumo |
|                | EIDE |               | 80 – 500     |                        |
| WD AV-GP       | SATA |               | 500 – 1000   | My Book Live           |

Los discos GP (Green Power o discos Ecológicos) cuentan con:
- IntelliPower - Es una marca patentada por WDC, es un diseño donde se logra un balance entre velocidad de rotación, tasa de transferencia y algoritmos de caché para lograr el ahorro de energía y rendimiento.

- IntelliSeek - Calcula las velocidades de búsqueda óptimas para reducir el consumo de energía, el ruido y la vibración.

- IntelliPark - Ofrece un menor consumo de energía al descargar automáticamente el cabezal durante los periodos en que no se usa, para reducir la resistencia aerodinámica.

- StableTrac™ - El eje del motor está asegurado en ambos extremos para reducir la vibración inducida por el sistema y estabilizar los platos para un rastreo preciso durante las operaciones de lectura y escritura. (750 GB y 1 TB (1000 GB) únicamente)

- Tecnología PMR - de grabación perpendicular.

## Productos
- WD Raptor
- WD Scorpio
- WD Caviar
- WD RE2-GP (Green Power - con ahorro de energía)
- MyBook
- Discos duros externos con opción dual para Back Up

## Inundaciones en Tailandia
Las inundaciones acontecidas en el transcurso del mes de octubre del año 2011 causaron el cierre de dos fábricas de Western Digital (WD) en Tailandia que no se volvieron a abrir hasta mediados del 2012 por lo que WD quedó durante algún tiempo con tan solo una fábrica produciendo en Malasia. Las dos fábricas que se cerraron producían el 60 % de la fabricación anual de WD.

## Competidores
- Fujitsu
- Maxtor
- Samsung
- Seagate
- Quantum Corporation
- Toshiba

## Adquisición de SanDisk

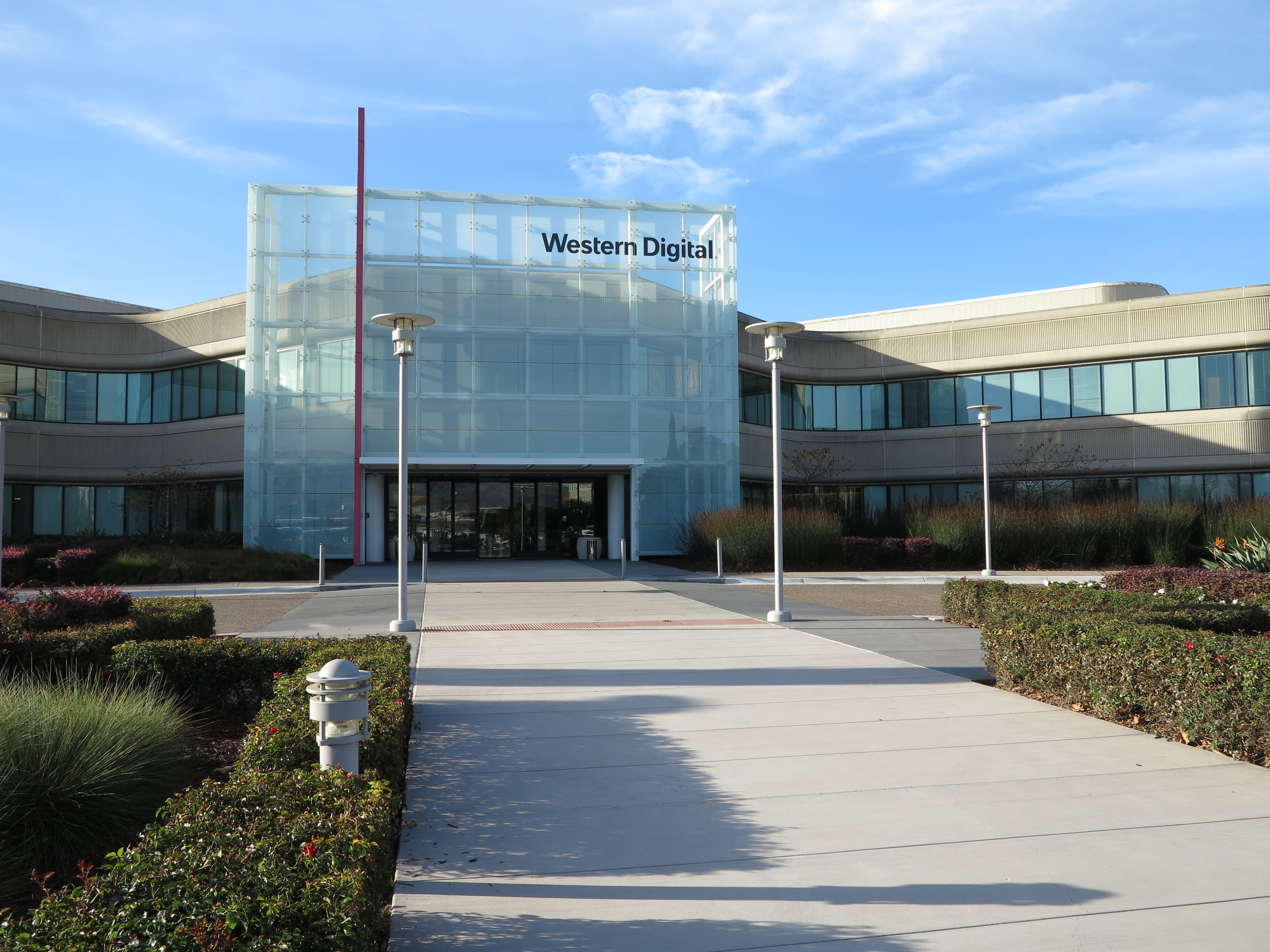
Imagen de unas oficinas de Western Digital Corporation.

En octubre de 2015, Western Digital anuncia la compra de SanDisk por 19 900 millones de dólares USA. La actual tendencia del mercado hacia los dispositivos de estado sólido (SSDs) donde SanDisk es líder con innovación y patentes propias hizo que sea de especial interés para Western Digital. Las dos compañías sumarían en torno a 15 000 patentes. Steve Milligan continuará como director general de la compañía combinada, con sede en Irvine, California, mientras que Sanjay Mehrotra (SanDisk) formará parte del Consejo de Administración de Western Digital. La transacción está sujeta a la aprobación de los accionistas de SanDisk y se espera que se cierre en el tercer trimestre de 2016.